# Jade Empire
Jade Empire — компьютерная ролевая игра, разработанная компанией BioWare и выпущенная Microsoft Game Studios для Xbox в 2005 году. В последующие годы также были выпущены версии для Windows, macOS, Android и iOS; издателем версии для Windows выступила 2K Games, версии macOS — TransGaming и версий для портативных платформ — Electronic Arts. Действие Jade Empire происходит в вымышленном фэнтезийном мире, вдохновлённом китайской мифологией и жанром уся; игрок управляет Монахом Духа, разыскивающим своего пропавшего наставника — мастера Ли. Игра включает в себя систему моральных выборов, схожую с аналогичной системой из Star Wars: Knights of the Old Republic; принятые игроком решения влияют как на развитие сюжета, так и на геймплей. Jade Empire — проект мечты основателей студии Рея Музики и Грега Зещука — стала первой игрой BioWare, основанной на оригинальной вселенной; игра получила высокие отзывы прессы.

## Игровой процесс
Основу боевой системы игры составляют боевые стили. Для обучения новому стилю требуется разыскать соответствующий свиток. Стили различаются скоростью атаки, особыми ударами и наносимым уроном. Также, некоторые противники имеют иммунитет против определённого вида стилей. У игрока — три шкалы, одна из которых отображает жизненную силу (красная). Синяя шкала отображает уровень ци игрока, что аналогично магии в других играх. Жёлтая шкала отображает «сосредоточенность» или «фокус» и используется, в основном, для оружейных стилей. Также, «фокус» может быть использован для режима замедления времени.

## Сюжет
Действие игры происходит в Нефритовой империи. Много лет назад в стране случилась Великая Засуха, закончившаяся, только когда был повержен орден монахов, обитавший высоко в горах. В этой битве погибли и оба брата нынешнего императора.
Главный герой — сирота, выросший в мирной деревне, лучший ученик школы боевых искусств мастера Ли. Путешествие героя начнется как путь к спасению похищенного слугами императора учителя, но обернётся сражением за будущее всей империи.
Описание сюжета не включает дополнительные квесты. 

### Часть 1: Две Реки
Обучение игрока прерывается вторжением в городок Две Реки загадочного агрессора на корабле, посылающего призраков против игрока. На помощь ученику приходит мастер Ли, впоследствии открывший герою, что агрессор является членом ордена Убийц Лотоса, загадочной организации, служащей Императору Нефритовой империи. Гао Младший, ученик, противящийся игроку, вызывает его на поединок и проигрывает. После того как он пробует использовать запрещённую магию на главном персонаже, мастер Ли изгоняет его из школы. Мастер Ли затем объясняет игроку, что он (игрок) является последним из ордена Монахов Духа. Ли, брат Императора и главнокомандующий армии, приказал напасть на Обитель Скорби (англ. Dirge), где находился храм Монахов, чтобы прекратить Засуху. Мастер Ли утверждает, что противился этому акту и спас ученика и Амулет Дракона.
Он направляет игрока в пещеры под школой, где игрок обнаруживает часть амулета и получает видение Водяного Дракона, смерть которой от руки Императора положила конец Великой Засухе, но оставила множество духов на земле. Предрассветная Звезда, одна из учениц школы и подруга главного персонажа, похищена Гао Младшим. Игроку удаётся спасти её и убить Гао, но по возвращении они обнаруживают пылающую деревню, а мастер Ли — похищен убийцами Лотоса. Игрок, Предрассветная Звезда и Прозорливый Цзу, отшельник, которого Игрок встретил ранее в болотах, отправляются на летающей машине к Имперскому Городу, куда увезли мастера Ли.

### Часть 2: Стоянка Тяна
Летательный аппарат группы падает близ прибережного городка Стоянки Тяна, и группа отправляется на поиски нового средства передвижения и карты ветров, чтобы попасть в Имперский Город. Этот флаер, Великолепная Стрекоза, они «заимствуют» у Гао Старшего, отца убитого ученика. Гао Старший работает с помощником Великого Дознавателя Цзю, Лимом, и очень огорчён новостью о смерти сына. Игрок пробивается на пиратскую базу Гао и убивает его. Затем к его команде присоединяются путешественник Небо и личный инженер Гао, Безумный Кан.
Затем группа направляется в недавно осушенную территорию близ Стоянки Тяна, которая является старым городом, затопленным постройкой плотины. Убийцы Лотоса снова открыли плотину, чтобы заняться поисками в руинах старого города. Ученик вступает в схватку с демоном Чай Ка, который оказывается вселён в тело маленькой девочки, и узнаёт, что Чай Ка был послан, чтобы охранять ученика и то, что убийцы уже забрали амулет. Игроку затем даётся выбор: закрыть плотину, затопив руины, или оставить её навечно открытой, уничтожив её механизм.
Игрок затем направляется в Великий Южный Лес, принадлежащий лорду Юну, и может помочь либо Лесной Тени победить демона Мать, либо помочь демонам-каннибалам Матери убить Лесную Тень. В любом случае игрок может убедить лорда Юна, что лес будет в порядке и получить от него карту ветров. Тогда на игрока нападает Лим, победив которого, игрок получает вторую часть амулета. В этой части к герою также присоединяются Подкаблучник Хоу и Чёрный Вихрь.

### Часть 3: Имперский город
Группа попадает в Имперский Город и встречается с Шёлковой Лисой, которая вскоре оказывается принцессой Лянь, Небесной Лилией, дочерью Императора. Она не верит, что её отец виновен в заражении земель, считая во всём виноватым главу Убийц Лотоса, Руку Смерти. Группа героя внедряется в логово убийц, чтобы заполучить последнюю часть амулета. Прозорливый Цзу наконец раскрывает, что он был одним из Убийц, посланных, чтобы убить семью мастера Ли после его предательства. Если игрок шёл по пути «добра», то Цзу расскажет, что ребёнок Ли жив(Звезда и есть дочка Стратега) Игрок обнаруживает Великого Дознавателя Цзю, которая раскрывает, что именно Император стоит за всем, управляя Убийцами Лотоса и Рукой Смерти. Убив её, игрок встречается с Рукой Смерти, но Прозорливый Цзу жертвует собой, чтобы уберечь главного героя от смерти.

### Часть 4: Имперский дворец
Чай Ка и Я-Жень сходятся в битве за тело девочки Дикий Цветок. Игрок должен выбрать(если до этого он проводил с ней разговоры. Иначе-демоны разберутся сами), кому из них помочь. После этого проигравший демон погибает, оставляя девочку победившему. Группа пробивается к тронному залу Императора, где Шёлковая Лиса узнаёт о деяниях отца. Он знает, что смерть Водяного Дракона предотвращает попадание мёртвых душ в загробный мир, но он уже стал безумен от жажды власти. Победив гвардейцев Императора, игрок вступает в схватку с ним самим. После яростного боя, игрок одерживает верх и убивает Императора. Мастер Ли, наблюдавший за схваткой, забирает Нефритовое Сердце себе и убивает протагониста.

### Часть 5: Храм Монахов Духа
Ученик обнаруживает себя в загробном мире в виде духа. Водяной Дракон раскрывает, что Ли всё это запланировал с самого начала, надеясь использовать силу Водяного Дракона и амулет, чтобы убить своего брата, Императора Сунь Хая. Ученик встречается с духом настоятеля Сун, который раскрывает что действительно случилось в Обители Скорби. Он рассказывает, что Сунь Ли в броне Руки Смерти убил аббата, когда тот попытался остановить его и его братьев. Братья осквернили фонтаны человеческой кровью, ослабляя Водяного Дракона, а затем Император Сунь Хай убил Сунь Кина, когда тот вместе с Сунь Ли попытался противостоять ему. Настоятель раскрывает, что член их ордена попытался сбежать с протагонистом, но Сунь Ли, сбежавший от брата, убил этого человека и принял его личину. Игрок и настоятель продвигаются через Обитель Скорби, где был убит Водяной Дракон и узнают, что злобное существо захватило храм после его падения. Игрок продвигается к тому месту, где был убит Водяной Дракон, побеждая проявления своих тёмных эмоций. Затем он возвращается к жизни, а остальные члены группы, узнав об этом от Предрассветной Звезды, летят в Обитель Скорби, чтобы встретиться с другом.

### Часть 6: Оборона храма
Пока ученик был мёртв, Сунь Ли понял, что его следует победить окончательно. Он извлекает Руку Смерти из-под обломков и посылает Имперскую Армию против Обители Скорби. Небо делает вид, что предаёт группу, выманивая Руку Смерти, чтобы игрок сразился с ним один на один. Но этого было недостаточно, чтобы победить его; Рука Смерти опять встаёт, а протагонист использует силу воли, чтобы изгнать влияние Сунь Ли. Игроку затем даётся выбор: оставить Руку Смерти себе в роли раба или убедить его искупить свою вину.

### Часть 7: Возвращение во дворец
Группа возвращается во дворец, чтобы победить нового императора. По пути через дворец они узнают, что император остановил Засуху, разрезав труп Водяного Дракона, чтобы вода из тела потекла по империи. Ученик затем может либо уничтожить тело дракона, освобождая её дух и давая мёртвым найти покой, или осквернить воду, чтобы ослабить дракона и забрать её силу после победы над Императором.
Игрок доходит до императора Сунь Ли, который посылает против игрока големов-быков и демонов-слонов. Сунь Ли затем замуровывает игрока в камне, пытаясь победить его сомнениями. Но если помощники игрока выживают, то они уменьшают количество последующих врагов для игрока. Появляется Прозорливый Цзу, освобождая игрока от оков его разума.
Император Сунь Ли предлагает игроку жить вечно в легенде, если он (игрок) погибнет без боя. Если он согласится, то будет вечно помниться как герой, который знал своё место. Если нет, то игрок должен победить императора.

### Конец
Если игрок освобождает дух Водяного Дракона, то финальная заставка показывает народ Нефритовой империи, радующийся ученику и его помощникам. Если же игрок решает поработить Дракона, то в конце перед персонажем преклоняются Убийцы Лотоса. После этого игрок может прочитать краткие описания дальнейшей судьбы выживших персонажей.
Предрассветная Звезда: она либо оседает где-нибудь с учеником, оседает сама, правит империей с героем, или (если игрок убедил её изменить философию на Закрытый кулак или покинул её) скитается по империи в одиночестве.
Шёлковая Лиса: если игрок не пытается завести роман с принцессой, то она становится императрицей Нефритовой империи. Если же игрок заводит с ней роман и является мужчиной, то они будут вместе править Империей либо справедливо, либо железной рукой. Если игрок — женщина, принцесса будет опять же править справедливо, либо железной рукой со своей «компаньоншей».
Небо: станет либо справедливым главой Гильдии, либо супругом ученика, либо новым Рукой Смерти. Если игрок женщина и заводит с ним роман, то они покидают Имперский Город чтобы осесть возле Стоянки Тяна.
Чёрный Вихрь: он будет скитаться по империи, рубя головы налево и направо, в конце концов обходя весь мир.
Подкаблучник Хоу: после серии неудач он начинает бизнес по доставке, который он использует, чтобы избежать своей жены.
Чай Ка: демон либо вернётся на небеса, освобождая девочку жить своей жизнью, либо девочка останется сумасшедшей скитальницей по империи.
Я-Жень: демон либо останется слугой ученика, пока он или она умрёт (после чего его планы возрастут), или будет вечно и верно служить ученику.
Рука Смерти: он либо станет ещё более злым, превращаясь в демона, или проведёт свои последние года, бродя по империи и делая добро, чтобы искупить свои грехи.
Безумный Кан: он будет продолжать создавать новые машины, пока очередной взрыв его, очевидно, не убьёт, хотя загадочные машины будут всё время появляется. Либо, как лорд Лао, он будет вооружать людей которые его преследуют.  Либо он будет работать с игроком-Императором, в конце концов создавая портал в другое измерение, исчезая в огромном взрыве вместе с озером.
Третья финальная заставка возможна, если игрок соглашается с предложением Сунь Ли умереть и остаться в легенде. В заставке показаны ученики со своим учителем, занимающиеся перед статуей игрока. Один из учеников спрашивает, какова была «жизнь до смерти Героя». Учитель испуганно обрывает его. Наблюдающий за этим Сунь Ли разражается злым смехом.

## Философии
Большая часть игры сосредоточена на двух основных философиях мира Нефритовой империи: Путь Открытой ладони и Путь сжатого кулака. Эти пути очень напоминают светлый и тёмный пути, соответственно, в серии игр Star Wars: Knights of the Old Republic. Но тот, кто следует первому пути, не обязательно является «хорошим», а тот, кто следует второму, — не обязательно «плохим».
По философии Пути открытой ладони, для того, чтобы поддерживать Вселенную, необходимо быть в гармонии с природой, с окружением и со своей позицией в жизни. Хотя это требует, чтобы человек постоянно помогал менее способным, он не может при этом действовать за рамками своей жизненной позиции. Если игрок достиг высшего уровня открытой ладони, то он получит камень «Путь открытой ладони».
По философии Пути сжатого кулака, цель жизни — постоянно пытаться превзойти себя и свою жизненную позицию, стать самостоятельным. Этот путь сосредоточен на бое, хаосе и постоянных вызовах, поэтому большинство злодеев предпочитают этот путь, так как это приносит больше хаоса в мир. Если игрок достиг высшего уровня сжатого кулака, то он получит камень «Путь сжатого кулака».
Но не всё в этих путях написано «чёрным по белому». Например, злой человек, следующий Пути открытой ладони, может поддерживать страдания других для получения большего порядка, а хороший человек на Пути сжатого кулака может убеждать других стать самостоятельными, делая их более счастливыми.
Но в игре, в основном, эти две философии разделяют действия игрока на хорошие (Открытая ладонь) и плохие (Сжатый кулак).

## Отзывы
| Сводный рейтинг | Сводный рейтинг | Сводный рейтинг |
| Издание         | Оценка          | Оценка          |
| Издание         | PC              | Xbox            |
| --------------- | --------------- | --------------- |
| GameRankings    | 81,49 %         | 89,46 %         |